# Ейнарс Цилінскіс
Ейнарс Цилінскіс (латис. Einārs Cilinskis; нар. 28 серпня 1963, Рига) — латвійський політичний діяч, хімік і економіст. Колишній міністр довкілля і регіонального розвитку (з 22 січня по 14 березня 2014). Член партії «Національне об'єднання». Депутат.

## Біографія
Народився в Ризі. У 1981 закінчив Ризьку середню школу № 50. У 1981—1986 навчався на хімічному факультеті Ризького політехнічного інституту, спеціальність — інженер-хімік. Пізніше в Ризькому технічному університеті отримав ступінь бакалавра (1997) і магістра (1999) з економіки. З 1983 по 1995 працював лаборантом, а потім науковим співробітником у Латвійському університеті органічного синтезу.
У 1990 році обраний до Верховної Ради Латвії. У 1994 і 2005 обраний депутатом у Ризьку міську думу. Балотувався у виборах до Сейму в 1993, 1998, 2002 і 2006 роках, але не був обраний. Також невдало балотувався в 1997 і 2001 в Ризьку думу, у 2004 і 2009 — в Європейський Парламент. У 2010 обраний до 10-го Сейму від політичного об'єднання «Національне об'єднання». У 2011 обраний до 11-го Сейму.
З 22 січня по 14 березня 2014 був міністром довкілля і регіонального розвитку в уряді Лаймдоти Страуюми. Був відправлений у відставку за намір брати участь 16 березня в щорічній ході на честь латвійських легіонерів Військ зброї СС (Ваффен СС). Після відставки відновив свій мандат депутата Сейму Латвії.
У жовтні 2014 обраний до 12-го Сейму від політичної сили Національне об'єднання. З листопада 2014 — парламентський секретар Міністерства культури Латвії.

## Нагороди
- Орден Трьох зірок III ступеня (2000)
- Пам'ятний знак учасника латвійських барикад 1991